# La Pantera Rosa torna
 La Pantera Rosa torna  (original: The Return of the Pink Panther) és una pel·lícula de 1975, escrita i dirigida per Blake Edwards, sent la quarta de la saga i la primera en set anys. És una de les més reeixides i guardonades de tota la sèrie.
Va ser protagonitzada per Peter Sellers, Christopher Plummer, Catherine Schell, Herbert Lom i Burt Kwouk als papers principals.
Aquesta comèdia va marcar la tornada d'Edwards com a director i de Sellers en el seu paper protagonista de Jacques Clouseau després de la seva reconciliació personal i diversos anys després que el productor Walter Mirisch abandonés l'estudi que la va realitzar. En la seva absència, el mateix Edwards va assumir també aquesta funció.
Ha estat doblada al català.

## Argument
Després d'uns quants anys, el director Blake Edwards i Peter Sellers va tornar a reunir-se per fer La tornada de la pantera rosa. Sembla com si l'ajudant de Sir Charles Litton, interpretat per David Niven en l'original de 1964, i aquí per Christopher Plummer, està de tornada en els negocis. Rodada a la localitat suïssa de Gstaad.
El diamant de la Pantera Rosa ha estat robat. Es sospita que el lladre sigui sir Charles Lytton, que està retirat al sud de França.
Criden l'inspector Jacques Clouseau per investigar, que acaba de deixar anar els lladres que han robat un banc, desesperant de nou el seu superior, l'inspector en cap Charles Dreyfus, que es veu obligat a posar-lo de nou en servei. En primer lloc per l'Orient i després a la Costa Blava, d'incògnit, segueix els passos de Sir Charles.
Lady Claudine Lytton enganya Clouseau després d'haver-lo descobert, fent-li creure que sap la veritat i marxa cap a Gstaad. Així que Clouseau segueix Lady Lytton a la localitat d'esquí, fent-se passar per Monsieur Gadbois Guy. Després d'altres desastres de Clouseau, Dreyfus decideix donar-li un ultimàtum: o arresta la Senyora Lytton o acaba a Martinica. Clouseau va a detenir lady Lytton quan Sir Charles arriba a l'hotel.

## Repartiment
- Peter Sellers: Insp. Jacques Clouseau
- Christopher Plummer: Sir Charles Litton
- Catherine Schell: Lady Claudine Litton
- Herbert Lom: Cap Insp. Charles Dreyfus
- Peter Arne: Coronel Sharki
- Peter Jeffrey: General Wadafi
- Gregoire Aslan: Cap de la policia Lugash Police
- David Lodge: Mac
- Graham Stark: Pepi
- Eric Pohlmann: Fat Man
- André Maranne: Sergent François Chevalier
- Burt Kwouk: Cato Fong
- Victor Spinetti: Conserge Hotel
- John Bluthal: Blind Beggar
- Mike Grady: Bellboy

## Premis i nominacions

### Nominacions
- 1976. Globus d'Or a la millor pel·lícula musical o còmica
- 1976. Globus d'Or al millor actor musical o còmic per Peters Sellers
- 1976. Globus d'Or a la millor banda sonora original per Henry Mancini
- 1976. Grammy al millor àlbum de banda sonora original escrita per pel·lícula o televisió per Henry Mancini

## Animació
Ken Harris, dissenyador original de la Pantera rosa s'encarrega de la part de l'animació i del disseny dels títols.

## Al voltant de la pel·lícula
- Henry Mancini i Hal David van compondre per a la pel·lícula el tema The Greatest Gift
- Originalment, s'havia de produir una sèrie de 26 capítols sobre la Pantera rosa per a la cadena britànica ATV, no obstant això, finalment, la sèrie no va veure la llum, probablement perquè Peter Sellers es va negar a interpretar l'inspector Clouseau a la pantalla.
- La sèrie no va veure la llum, però Edwards, va aprofitar la conjuntura i va rodar tres pel·lícules que van ser estrenades en tres anys consecutius. A La tornada de la pantera rosa, la seguirien La pantera rosa ataca de nou i La revenja de la pantera rosa.
- Encara que la producció és britànica, la Metro-Goldwyn-Mayer (responsable dels lliuraments anteriors), també va formar part del projecte, en coproducció amb el United Artists. No obstant això, els drets són de la United Artists, motiu pel qual és l'única pel·lícula de la sèrie que MGM no pot comercialitzar per a consum domèstic (DVD, VHS...)